# La Pobla de Lillet
Pobla de Lillet est une commune d'Espagne dans la communauté autonome de Catalogne, province de Barcelone, de la comarque de Berguedà

## Géographie
Le village est situé dans la Vallée de Lillet, sur le versant nord, à 10 km des fontaines du Llobregat. Son altitude est de 843m.
Le village est séparé de Castellar de n'Hug par le pic de Saint Eloi et la chaîne des Comes. Plus loin, se trouvent les montagnes du Cadí et du Moixeró. À l'ouest le village rencontre Sant Julià de Cerdanyola, Guardiola de Berguedà et les falaises des Bains de Cerdanyola.
Au sud se trouve Catllaràs et la montagne de Falgars. À l'est se trouve la chaîne de Moreu et les rochers du Bruc, la montagne de Marange et les Soldats de Tubau.

## Démographie
| 1497 | 1515 | 1553 | 1717 | 1787  | 1857  | 1877  | 1887  | 1900  |
| ---- | ---- | ---- | ---- | ----- | ----- | ----- | ----- | ----- |
| 41   | 44   | 60   | 644  | 1 326 | 2 146 | 1 490 | 1 206 | 1 340 |

| 1910  | 1920  | 1930  | 1940  | 1950  | 1960  | 1970  | 1981  | 1990  |
| ----- | ----- | ----- | ----- | ----- | ----- | ----- | ----- | ----- |
| 1 768 | 2 424 | 2 674 | 2 164 | 2 468 | 2 732 | 2 469 | 1 949 | 1 830 |

| 1992  | 1994  | 1996  | 1998  | 2000  | 2002  | 2004  | 2006  | - |
| ----- | ----- | ----- | ----- | ----- | ----- | ----- | ----- | - |
| 1 744 | 1 702 | 1 566 | 1 527 | 1 455 | 1 320 | 1 357 | 1 327 | - |

## Lieux et monuments

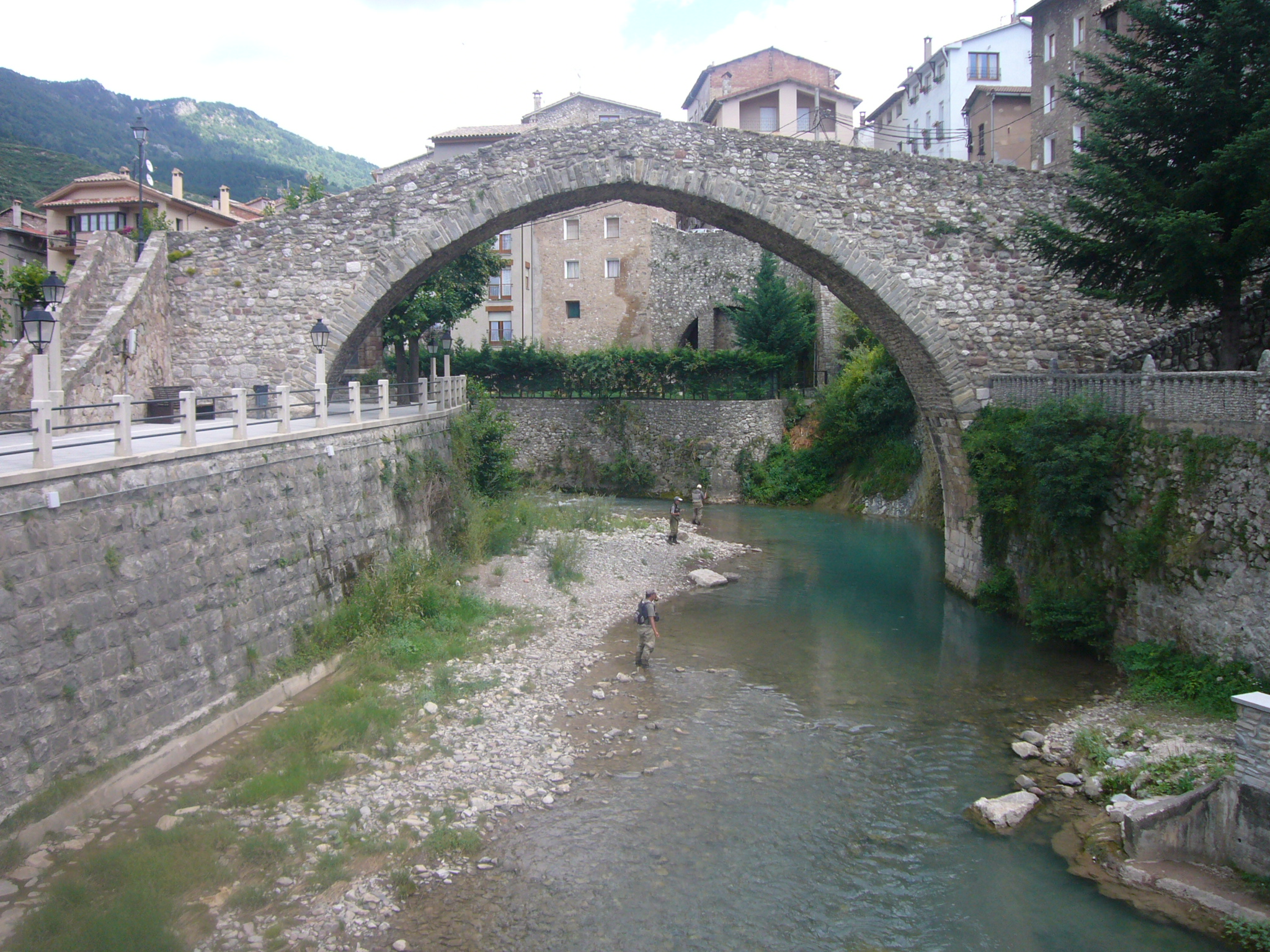
Le vieux pont de la Pobla de Lillet

- Jardins Artigas, conçus par Antoni Gaudí
- Le vieux pont du XIVe siècle
- Monastère de Santa Maria de Lillet
- Sanctuaire de Falgars
- Château de la Pobla de Lillet

### Festivals
- Lundi de Pâques- Danse de Falgars et festa Major
- Premier dimanche d'octobre, festa Major